# Балинская
Балинская — река в Ханты-Мансийском АО России. Устье реки находится в 59 км по правому берегу протоки Лабытвор реки Обь. Длина реки составляет 65 км, площадь водосборного бассейна — 614 км². Возле устья находится Приобское нефтяное месторождение.

## Данные водного реестра
По данным государственного водного реестра России относится к Верхнеобскому бассейновому округу, водохозяйственный участок реки — Обь от города Нефтеюганск до впадения реки Иртыш, речной подбассейн реки — Обь ниже Ваха до впадения Иртыша. Речной бассейн реки — (Верхняя) Обь до впадения Иртыша.